# Zone Ranger
Zone Ranger is een videospel voor de Atari 5200 en de Commodore 64. Het spel is geprogrammeerd door Dan Thompson en is uitgegeven door Activision in 1984.
Zone Ranger is een typisch shoot-'em-up-spel; de speler is de piloot van een ruimteschip en moet vijandelijke ruimteschepen en satellieten, meteorieten en andere ruimtevehikels vernietigen met zijn laserstralen. Door het vernietigen verkrijgt de speler punten.

## Releases
- Atari 5200 (1984)
- Atari 8-bit (1984)
- Commodore 64 (1984)

## Ontvangst
| Beoordeeld door       | Platform     | Datum           | Score |
| --------------------- | ------------ | --------------- | ----- |
| The Video Game Critic | Atari 5200   | 4 november 2001 | 83%   |
| 64'er                 | Commodore 64 | juni 1987       | 73%   |